# Do You Love Your Wife?
Do You Love Your Wife? è un cortometraggio muto del 1919, diretto e prodotto da Hal Roach con Stan Laurel. 
Rappresenta l'undicesimo film girato dall'attore Stan Laurel dopo il cortometraggio O, It's Great to Be Crazy girato nel 1918.
Il cortometraggio fu distribuito il 5 gennaio 1919.

## Trama
In un condominio, il portinaio Toby fa i lavori più disparati: smista la posta degli inquilini, ognuno dei quali ha una sua storia. Specialmente una famiglia benestante che ha costretto la figlia a sposarsi per soldi. Quando l'imbranato Toby deve pulire la Hall con l'aspirapolvere, generando il parapiglia, la ragazza ha modo di scappare. 